# Слухання Джарвіса
Слухання Джарвіса - це судові процеси в штаті Міннесота, США, які проводяться у справах пацієнтів, які можуть мати психічні розлади, щодо лікування антипсихотичними препаратами без їхньої згоди. Слухання ґрунтуються на рішенні Верховного суду штату Міннесота, Джарвіс проти Левіна, 418 NW 2d 139 - Minn: Supreme Court 1988. Подібні права існують і в більшості інших штатів.